# 충청은행
충청은행(忠淸銀行, The Chungchong Bank)은 1968년부터 1998년까지 존속했던 충청권 굴지의 지방은행이었다. 당시 본점은 대전광역시 중구 오류동(현 하나은행 대전영업본부)에 위치하고 있었으며 서울특별시 중구에 서울사무소가 있었다. 1998년 6월 29일 금융감독위원회로부터 동화은행, 대동은행, 경기은행, 동남은행과 함께 퇴출은행으로 확정되어 하나은행이 흡수 합병하였다.

## 역사
1968년 김운태 전 국민은행 상무이사를 초대 행장으로 48명의 직원이 중동 92-2번지에 충청은행이 설립되었고 1972년 6월 증권거래소에 상장하였다. 1975년 11월 서울지점을 개점하였고 1989년 중부리스(주)를 설립하였다. 1997년 IMF 구제금융사건 이후 경영난이 악화되면서 1998년 6월 29일 금융감독위원회로부터 퇴출 은행으로 확정되었고, 구 하나은행이 흡수합병하여 지금의 하나은행 충청영업그룹이 되었다. 당시 1,400여 명의 직원 중 900여 명이 퇴출되었으며, 퇴출 전까지 서울, 대전, 천안 등에 70여 개의 지점, 112개 점포가 있었다. 인수 과정에서 비씨카드 회원사 자격도 하나은행에 넘어갔다.

### 연혁
- 1968년 4월 22일: 중동 92-2번지에 설립[2]
- 1976년 은행동으로 본점 이전
- 1993년 오류동으로 본점 이전
- 1998년 둔산동 본점 건물의 준공을 앞두고 피합병됨

### 충청하나갤러리
충청하나갤러리는 중구 오류동 하나은행 빌딩에 있으며 옛 충청은행 창립 초기부터 현재까지의 총 600여 점의 은행 사료가 전시돼 있다.

## 같이 보기
- 하나은행 (1959년~2015년)